# Erebus
Erebus, sau Erebos, este personificarea întunericului primordial. Erebus este fiul lui Chaos, vidul inițial din care s-au dezvoltat toate lucrurile, știut ca și Întunericul. Conform Teogeniei lui Hesiod, Erebus s-a născut odată cu Nyx (Noaptea), și este tatăl lui Aether (atmosfera superioară) și Hemera (Ziua). Charon, luntrașul care conducea morții peste râurile din regiunea infernală, este presupus a fi fiul lui Erebus și Nyx.
În legendele ulterioare, Erebus este echivalent cu infernul subteran. În această versiune, Hades era împărțit în două regiuni: Erebus, prin care toți morții trebuiau să treacă imediat după ce muriseră, și Tartar, regiunea cea mai adâncă, unde erau ținuți prizonieri Titanii. În comedia lui Aristofan "Păsările" se spune că Erebus și Nyx sunt și părinții lui Eros, zeul dragostei. 
Numele lui Erebus este deseori folosit (metaforic) pentru Hades.